# Palacio Foscarini
El palacio Foscarini es un edificio histórico italiano situado en el sestiere de Dorsoduro de Venecia, frente a la iglesia de Santa Maria dei Carmini, próximo a Ca' Zenobio degli Armeni.

## Historia
La residencia de los Foscarini se edificó en el siglo XVI y hospedó a esta rama de la familia hasta su extinción, pasando después a los Foscarini de San Stae.
El edificio original renacentista se amplió en el siglo XVIII por iniciativa de Marco Foscarini, que fue dux de la República de Venecia, que dispuso en el jardín la construcción del edificio que albergaría su biblioteca.
A principios del siglo XIX buena parte del espacio del palacio se dedicó a viviendas y también a dependencias de la Università Ca' Foscari, modificándose la estructura anterior. El palacio también ha sido sede del consulado de Bélgica.

## Descripción
El palacio Foscarini es un conjunto de edificios en forma de L, con una de las fachadas girada hacia la iglesia 
de Santa Maria dei Carmini, unida al Campo dei Carmini por medio del puente Foscarini (siglo XVI). 
El edificio principal es del siglo XVI, al que se le fueron añadiendo elementos como el contiguo antiguo convento de las carmelitas, y otros, perpendiculares, que miran a la «calle dei Ragusei».
La fachada principal consta de tres partes, dos similares a la derecha y una lateral a la izquierda. Las dos partes semejantes de la derecha se caracterizan por la presencia de dos órdenes de serlianas en las plantas nobles, pegadas a monóforas rectangulares superadas por ventanucos cuadrados, todos enmarcados con elementos pétreos. 
Las serlianas tienen balaustre, el cual solo sobresale de la fachada en el piso principal. La columnas del principal son de orden jónico, las del segundo piso son de orden dórico.
Actualmente las serlianas se pueden ver cegadas con ladrillo, pues a finales del siglo XVII se cerraron para reforzar el muro. 
Destaca también la cornisa adentellada.
El interior del edificio se dispone en seis plantas, ya que hay un entresuelo por piso, conservando en el piso principal valiosos frescos en el techo del siglo XVII y restos de estucos del siglo XVIII, si bien la mayor parte ha desaparecido.
La fachada interior da a un amplio jardín donde, en un tiempo, estuvo la entrada a la importante «Biblioteca Foscarini», cuyo edificio existe y se puede ver en la parte norte del jardín. El edificio, un pequeño ejemplo de la arquitectura neoclásica en Italia, fue la biblioteca particular del dux Foscarini.